# フクキタル
株式会社フクキタル（Fukukitaru Co. Ltd.）は、北海道新冠町の競走馬生産牧場パカパカファームを母体とするクラブ法人である。愛馬会法人「株式会社ワラウカド」より匿名組合契約に基づく競走馬の現物出資を受けて、中央競馬などの競走に出走させている。
勝負服の柄は赤，鼠一本輪，赤袖、冠名は特に用いない。

## 概要
パカパカファーム代表・ハリー・スウィーニィの「競馬の喜びをより多くの方々と分かち合いたい」という思いから、一口クラブ界への新規参入が決まり、2017年3月1日より第一世代となる2歳馬の募集を開始した。
法人名はスウィーニィが勤務していた待兼牧場の代表である細川益男の代表的所有馬・マチカネフクキタルに由来する。

## 主な所有馬

### 現役馬
- ルヴォルグ

### 引退馬
- ゼノヴァース（2022年東京ハイジャンプ）[4]
- ディープインラヴ（ディープブリランテの全弟）